# Programa internacional para la erradicación del trabajo infantil
El Programa internacional para la erradicación del trabajo infantil (IPEC) es un programa que la Organización Internacional del Trabajo lleva ejecutando desde 1992. El objetivo del IPEC es trabajar para la erradicación progresiva del trabajo infantil a través del refuerzo de las capacidades nacionales para abordar los problemas del trabajo infantil y de la creación de un movimiento global para combatirlo.

## Acerca de
Los grupos objetivo prioritarios para el IPEC son los niños sometidos a las peores formas de trabajo infantil, como la esclavitud o a prácticas similares, como el trabajo infantil forzoso, y los niños que desempeñan trabajos peligrosos o que trabajan en unas condiciones laborales peligrosas. El programa también presta especial atención a los niños que son especialmente vulnerables, esto es, los niños muy pequeños que trabajan (menores de 12 años) y las niñas que trabajan.
El punto de partida de todas las acciones del IPEC son la voluntad política y el compromiso individual de los gobiernos para hacer frente al trabajo infantil en cooperación con las organizaciones patronales y las de trabajadores, otras organizaciones no gubernamentales y agentes implicados, como las universidades y los medios de comunicación. La viabilidad se construye desde el principio haciendo hincapié en el «control» en el país. Se apoya a las organizaciones colaboradoras para desarrollar y ejecutar las medidas orientadas a evitar el trabajo infantil, apartando a los niños de trabajos peligrosos y ofreciendo alternativas, y mejorando las condiciones laborales como medida provisional hacia la erradicación del trabajo infantil.

## Estrategia
Se emplea una estrategia multisectorial y gradual que consta de las siguientes etapas:
- Promover una alianza de colaboradores para reconocer el trabajo infantil y actuar contra él.
- Hacer un análisis de la situación para averiguar problemas de trabajo infantil en un país.
- Asistir en el desarrollo y en la aplicación de políticas nacionales sobre los problemas de trabajo infantil.
- Reforzar a las organizaciones existentes y organizar los mecanismos institucionales.
- Concienciar sobre el problema por todo el país, en los pueblos y en los lugares de trabajo.
- Fomentar el desarrollo y la aplicación de legislación protectora.
- Apoyar las acciones directas con (posibles) niños trabajadores con fines demostrativos, incluyendo los Programas de duración determinada para hacer frente a las peores formas de trabajo infantil.
- Reproducir y expandir los proyectos exitosos en los programas de los colaboradores.
- Incorporar temas de trabajo infantil en las políticas, los programas y los presupuestos socioeconómicos.